# Мэри (тауншип, Миннесота)
Мэри (англ. Mary) — тауншип в округе Норман, Миннесота, США. На 2000 год его население составило 102 человека.

## География
По данным Бюро переписи населения США площадь тауншипа составляет 91,8 км², из которых 91,8 км² занимает суша, водоёмов нет.

## Демография
По данным переписи населения 2000 года здесь находились 102 человека, 39 домохозяйств и 29 семей. Плотность населения —  1,1 чел./км². На территории тауншипа расположено 42 постройки со средней плотностью 0,5 построек на один квадратный километр. Расовый состав населения: 94,12 % белых, 5,88 % — других рас США. Испанцы или латиноамериканцы любой расы составляли 5,88 % от популяции тауншипа.
Из 39 домохозяйств в 38,5 % воспитывались дети до 18 лет, в 76,9 % проживали супружеские пары и в 23,1 % домохозяйств проживали несемейные люди. 23,1 % домохозяйств состояли из одного человека, при том 10,3 % из — одиноких пожилых людей старше 65 лет. Средний размер домохозяйства — 2,62, а семьи — 3,10 человека.
28,4 % населения — младше 18 лет, 3,9 % — в возрасте от 18 до 24 лет, 33,3 % — от 25 до 44, 19,6 % — от 45 до 64, и 14,7 % — старше 65 лет. Средний возраст — 36 лет. На каждые 100 женщин приходилось 104,0 мужчин. На каждые 100 женщин старше 18 приходилось 121,2 мужчин.
Средний годовой доход домохозяйства составлял 43 214 долларов, а средний годовой доход семьи —  44 000 долларов. Средний доход мужчин —  38 750  долларов, в то время как у женщин — 21 125. Доход на душу населения составил 16 836 долларов. За чертой бедности находились 5,3 % семей и 9,9 % всего населения тауншипа, из которых 14,3 % младше 18 и 9,5 % старше 65 лет.